# Fukomys kafuensis
Fukomys kafuensis là một loài động vật có vú trong họ Bathyergidae, bộ Gặm nhấm. Loài này được Burda, Zima, Scharff, Macholán, & Kawalika miêu tả năm 1999.